# Tobias Vethake
Tobias Vethake (* 21. Februar 1975 in Gütersloh) ist ein deutscher Musiker und Komponist.

## Biografie
Von 1995 bis 1999 studierte Tobias Vethake Schulmusik an der Hochschule für Musik, Theater und Medien Hannover mit dem Hauptfach Violoncello. Von 2000 bis 2005 arbeitete er als Filmmusik-Komponist bei Boyd Musik zuerst in Hamburg, dann in Berlin. In dieser Zeit vertonte er etliche Fernseh-, Film- und Werbemusiken. Zusammen mit Julian Boyd und Simon Ayton ist er zudem verantwortlich für die Filmmusik zu dem Kinofilm Muxmäuschenstill. Seit 2004 arbeitet Vethake auch als Theatermusik-Komponist an den diversen Stadttheatern Deutschlands, unter anderem am Deutschen Schauspielhaus Hamburg, am Deutschen Theater Berlin und am Theater Bremen.
Parallel gründete er 2004 das Label blankrecords, auf dem er bislang ca. 15 Alben veröffentlichte, an denen er maßgeblich beteiligt war. Dabei kam und kommt es zu musikalischen Kooperationen u. a. mit Sasha Pushkin, Jan Hupe, João Orecchia, Johannes Döpping und David Cohn (Serengeti). Das Solo-Projekt von Tobias Vethake heißt Sicker Man. Bei Sicker Man arbeitet Vethake regelmäßig mit der Berliner Sängerin und Musikerin Kiki Bohemia, die auch bei der Live-Umsetzung des Projektes mit auf der Bühne ist. Der musikalische Schwerpunkt von Tobias Vethake liegt auf Live-Looping, analoger Elektronik, Violoncello, Improvisation und der Verbindung von klassischer Komposition, Soundscapes und Songwriting.

## Diskografie

### Sicker Man
- duive moro (2003)
- a subtle life (2005)
- theatre works (2008)
- nowhere enterprise (2009)
- flower my decay (2011)
- zu gegen (2011)
- old garden (2012)
- vicca tantrum (2014)
- the missing (2016)
- passage (single, 2017)
- off the trail (2018)
- fragments of futures past (single, 2020)
- epiphany of the carcass (single, 2020)
- dialog (2021)
- Seance (OST) (2021)
- Darwin’s Fox (OST) (2022)

### Sicker Man & Serengeti
- saal (2013) auf Graveface Records
- doctor my own patience (2016) auf Graveface Records

### Mini Pops Junior
- crew missing (2007)
- lost weekend (2010)
- koma (2015)

### Blainbieter
- Blainbieter (2002) auf Buback
- Cleanride (2003) auf Buback
- nicer dogs (2009)

## Filmografie
- Seance (2021)
- Reise nach Jerusalem (2018)